# Waterloo (песня)
«Waterloo» (рабочее название: «Honey Pie») — первый сингл шведской группы ABBA из их второго альбома Waterloo. Эта песня стала первой, выпущенной группой в своём текущем названии.
ABBA выиграла конкурс «Евровидение» 6 апреля 1974 года именно с этой песней, и именно она открыла им путь к всемирной славе. Сингл в шведской версии был выпущен совместно с «Honey, Honey», в английской — вместе с «Watch Out».
Сингл стал первым из занявших 1 позицию в чартах песен АВВА, а также достиг «горячей десятки» американского хит-парада.

## История
Песня «Waterloo» была изначально написана для Евровидения-1974, после того как в предыдущем году группа заняла 3 место с композицией «Ring Ring» на шведском отборочном туре Melodifestivalen 1973.
Выбор оказался удачным: с этой песней АВВА выиграла Melodifestivalen 1974 в феврале и Евровидение в апреле.
«Waterloo» исполняется от лица девушки, готовой сдаться своему возлюбленному, подобно тому как Наполеону пришлось сдаться в битве при Ватерлоо в 1815 году. Но, в отличие от Наполеона, девушку переполняют самые радостные чувства: «I feel like I win when I lose».
«Waterloo» является одной из немногих песен АВВА, написанных с применением элементов рока и джаза, позже отвергнутых в пользу диско-мотивов.
С этой песней связан один малоизвестный факт. Лейбл Polar вскоре после победы АВВА на Евровидении ошибочно выпустил в продажу другую версию «Waterloo», характеризующуюся большей рок-направленностью, отсутствием партий для саксофонов и наличием ещё одного «oh yeah» в припевах. Ошибка была вскоре исправлена, и на полках появилась более известная версия. Однако во время своего тура по Европе и Северной Америке в 1979 году группа исполняла «Waterloo» именно в такой вариации, а в 2005 году последняя была выпущена в составе сборника The Complete Studio Recordings.
«Waterloo» ворвалась на первую строчку хит-парадов Великобритании и оставалась там на протяжении двух недель, проложив тем самым дорогу для ещё девяти «чарт-топперов» группы АВВА. Также песня заняла первую строчку в чартах таких стран, как Ирландия, Бельгия, Финляндия, Норвегия, Швейцария, ФРГ и ЮАР, достигла первой тройки в Швеции (как в шведском (No.2), так и в английском (No.3) исполнениях), Австрии, Голландии, Франции и Испании. Неожиданно (для песни-победителя Евровидения) песня заняла 6-е место в США, попала в топ-10 Зимбабве (тогда Южная Родезия), Новой Зеландии и Австралии и так же неожиданно заняла лишь 14-е место в Италии. «Waterloo» — единственная песня-победитель Евровидения, достигшая топ-10 в 15 странах. Неудивительно, что 22 октября 2005 года в рамках церемонии празднования 50-летия конкурса песни Евровидение «Waterloo» была признана лучшей песней за всю историю конкурса.
Песня присутствует в мюзикле Mamma Mia! 1999 года и исполняется в заключительной части фильма «Mamma Mia!», снятом по его мотивам. ABBA исполняют песню в фильме «ABBA: The Movie» (1977).

## Официальные версии
- «Waterloo» (английская версия)
- «Waterloo» (английская альтернативная версия)
- «Waterloo» (французская версия) — записана 18 апреля 1974 года в Париже, Франция.
- «Waterloo» (французско-шведская версия)
- «Waterloo» (немецкая версия)
- «Waterloo» (шведская версия)

## Даты выпусков
| страна  | дата         | название                                           | лейбл     | формат | каталожный номер |
| ------- | ------------ | -------------------------------------------------- | --------- | ------ | ---------------- |
| Швеция  | 4 March 1974 | «Waterloo» (Swedish) / «Honey, Honey» (Swedish)    | Polar     | single | POS 1186         |
| Швеция  | 4 March 1974 | «Waterloo» (English) / «Watch Out»                 | Polar     | single | POS 1187         |
| UK      | 1974         | «Waterloo» / «Watch Out»                           | Epic      | Single | EPC 2240         |
| USA     | 1974         | «Waterloo» / «Watch Out»                           | Atlantic  | single | 45-3035          |
| ФРГ     | 1974         | «Waterloo» (German) / «Watch Out»                  | Polydor   | single | 2040 116         |
| Франция | 1974         | «Waterloo» (French) / «Gonna Sing You My Lovesong» | Vogue[fr] | single | 45. X. 3104      |

Приведённый в таблице список далеко не полный и не исчерпывающий. В сущности, будучи первым суперхитом группы, сингл пережил множество изданий и неоднократно переиздавался. Региональные издания зачастую отличались от шведского оригинала как исполнением обложки, так и музыкальным наполнением. Так, например, в Японии и Нидерландах диск выпускался ещё под старым брендом Björn, Benny, Agnetha & Frida — акроним ABBA ещё не успел прижиться у слушателей. А французское издание несло компромиссный вариант названия ABBA (Björn, Benny, Agnetha & Frida). Характерно также английское переиздание 2004 года, приуроченное к 30-летию триумфального сингла. Помимо обычных в XXI-м веке CD-синглов, ограниченным тиражом был выпущен коллекционный вариант в виде 7-дюймовых виниловых пластинок формата пикче-диск.

## Кавер-версии
- Шведский ансамбль Nashville Train (частично состоявший из участников переменного состава самой группы ABBA) записал свою версию песни, включённую в их альбом ABBA in Our Way 1976 года[12].
- Шведская хеви-метал-группа Black Ingvars записала свою версию «Waterloo» на шведском языке в 1998 году (альбом Schlager Metal)[13].
- Хеви-металлическая версия песни в исполнении группы Nation присутствует в альбоме-посвящении 2001 года — A Tribute to ABBA[14].
- Испанская рок-группа Los Enemigos включила кавер-версию «Waterloo» в свой альбом 1995 года Por la Sombra Hermana Amnesia[15].
- В 1998 году английская группа Bananarama возродилась специально для записи этой песни к телесериалу-пародии на Евровидение — «A Song for Eurotrash». Впоследствии, в 1999 году, песня вошла в компиляцию ABBA — A Tribute: The 25th Anniversary Celebration[16].
- Шведско-немецкая евродэнс группа E-rotic включила танцевальную версию этой композиции в свой альбом 1997 года Thank You for the Music, составленный из песен ABBA[17].
- Немецкая AC/DC-трибьют группа Riff Raff записала версию песни в AC/DC-стиле для своего диска 2006 года Rock ’N’ Roll Mutation Vol. 1: Riff Raff Performs ABBA[18].
- Hugo Strasser Orchestra , альбом "Die Tanzplatte Des Jahres 74 / 75" (2022)

## Позиции в хит-парадах и сертификации
| Чарт (1974)                               | Позиция             |
| ----------------------------------------- | ------------------- |
| Australian ARIA Singles Chart             | 4                   |
| Austrian Singles Chart                    | 2                   |
| Belgian Flemmish VRT Top 30 Singles Chart | 1                   |
| Canadian Singles Chart                    | 7                   |
| Dutch Top 40                              | 2                   |
| Finnish Singles Chart                     | 1                   |
| French SNEP Singles Chart                 | 3                   |
| German Singles Chart                      | 1                   |
| Irish Singles Chart                       | 1                   |
| Italian FIMI Singles Chart                | 14                  |
| New Zealand RIANZ Singles Chart           | 3                   |
| Norwegian VG-lista Singles Chart          | 1                   |
| Rhodesian Singles Chart                   | 2                   |
| Spanish Singles Chart                     | 3                   |
| South African Singles Chart               | 1                   |
| Swedish Singles Chart                     | 2 (Swedish version) |
| Swedish Singles Chart                     | 3 (English version) |
| Swiss Singles Chart                       | 1                   |
| UK Singles Chart                          | 1                   |
| U.S. Billboard Hot 100                    | 6                   |

| Хит-парад (1974)                | Позиция |
| ------------------------------- | ------- |
| США (Billboard Top Pop Singles) | 49      |